# 白马滩镇
白马滩镇，是中华人民共和国陕西省延安市黄龙县下辖的一个乡镇级行政单位。

## 行政区划
白马滩镇下辖以下地区：
白马滩镇社区、白马滩村、乱石滩村、河北村、尧头村、石门村、灵火村、河西坡村、沟口村、西沟口村、神玉村、柏峪村、王庄村、乱麻科村和石坷村。